# Kiran Gandhi
Kiran Gandhi est une artiste indo-américaine de musique électronique, batteuse, chanteuse et féministe activiste. Elle vit actuellement à Los Angeles. Elle est connue sous son nom de scène Madame Gandhi.  

## Biographie
Kiran Gandhi est la fille d'un banquier d'investissement, Vikram Gandhi, et de la philanthrope Meera Gandhi. Elle grandit entre New York et Bombay, en Inde. En 2011, elle obtient une licence de l'université de Georgetown en mathématiques et en sciences politiques. Elle travaille dans des entreprises de la Silicon Valley et obtient en 2015 un MBA de l'université Harvard.
Entre 2011 et 2013, Kiran Gandhi travaille chez Interscope Records pour analyser les comportements et modèles de consommation de Spotify et YouTube.
Au printemps 2011, Kiran Gandhi crée le festival Rad Ladies That Drum dédié aux femmes batteuses et percussionnistes. Elle part s'installer à Los Angeles.
En 2013, elle fait partie de la tournée de la rappeuse M. I. A. en tant que batteuse. En 2015, elle fonde son propre groupe, Madame Gandhi.
Kiran Gandhi, dans toutes ses activités, de la musique à l'activisme, met l'accent sur l'autonomisation des femmes et la quatrième vague du féminisme. Elle a joué dans des festivals de musique tels que Bonnaroo et SXSW.

## Engagement féministe
En 2015, elle court le marathon de Londres sans protection hygiénique alors qu'elle a ses règles. Par cet acte, elle entend dénoncer le tabou lié aux règles et la stigmatisation liée à la menstruation que subissent les femmes. Cela déclenche une polémique sur la façon dont les problèmes de santé et d'hygiène liés aux menstruations sont traités au sein des différentes cultures. 
Kiran Gandhi s'associe à des organisations non gouvernementales comme Binti Period, Thinx, Zana Africa, Happy Period, Lola, Global Fund, Girl Up qui œuvrent pour améliorer l'accès des femmes à des protections hygiéniques abordables et sécuritaires. Dans de nombreux pays (Inde, Kenya, Népal), les femmes n'ont pas accès à des produits sanitaires ou à des espaces appropriés pour pouvoir se changer. Cela contraint les femmes à se cacher à la maison jusqu'à la fin de leur flux, les empêchant d'aller à l'école ou de travailler. 
Elle dénonce également la taxe qui s'applique aux tampons et aux serviettes aux États-Unis.

## Madame Gandhi
Cette formation est créée en 2015.  Sa musique met l'accent sur les thèmes féministes. 
Le premier EP, Voices, paru en 2016, contient les singles Her, The Future is Female et Yellow Sea. 
La création sonore est réalisée par Alexia Riner, diplômée de la Berklee College of Music, et produite par Anthony Saffery (Cornershop, Portugal. The Man). Merrill Garbus de Tune-Yards et Joe Newman du groupe Alt-J apportent également leur contribution musicale à cet album. Voices a été mixé par Neil Comber (M. I. A., Florence and the Machine) et masterisé par Piper Payne.
En 2018, elle est l'une des têtes d'affiche du festival lesbien californien, le Dinah Shore.

## Voir Aussi
- Free bleeding